# Renkainen
Renkainen är en sjö i kommunen Etseri i landskapet Södra Österbotten i Finland. Sjön ligger 200,8 meter över havet. Den är 2,2 meter djup. Arean är 67 hektar och strandlinjen är 3,89 kilometer lång. Sjön  ingår i Kumo älvs huvudavrinningsområde.   Den ligger omkring 82 kilometer öster om Seinäjoki och omkring 270 kilometer norr om Helsingfors. 